# Liúboml
Liúboml (ucraniano: Лю́бомль; polaco: Luboml; yidis: ליבעוונע Libevne) es una ciudad de Ucrania ubicada en el raión de Kóvel de la óblast de Volinia.
En 2017 la localidad tenía 11 986 habitantes. Desde 2017 es sede de un municipio (hromada) con un total de dieciséis mil habitantes que incluye catorce pueblos: Birky, Borémshchyna, Víhnanka, Vilka-Pidhorodnenska, Hórodnie, Zapilia, Zastavié, Krasnovolia, Kusnyshcha, Lysniaký, Pidhorodne, Pochapy, Skyby y Chornoplesy.
Se ubica unos 40 km al oeste de Kóvel, sobre la carretera E373 que lleva a Lublin. Al norte de la localidad salen carreteras que llevan a Brest.

## Historia
Se conoce la existencia de la localidad desde 1287, cuando se menciona en el Códice de Hipacio como el lugar elegido para vivir sus últimos días por el príncipe volinio Volodýmyr Vasýlkovich, quien ordenó construir aquí la iglesia de San Jorge. La localidad recibió el Derecho de Magdeburgo en 1541.
Durante siglos fue un importante shtetl, con una destacable sinagoga construida en 1510 y con un 94% de población judía en el censo de 1929. En la Segunda Guerra Mundial, los nazis asesinaron a casi toda la población judía, quedando solo 51 supervivientes en una ciudad que llegó a tener varios miles de habitantes; la localidad quedó casi despoblada y tuvo que ser reconstruida por nuevos pobladores ucranianos durante el período soviético.
Hasta 2020 fue la capital de su propio raión.